# 冻疮

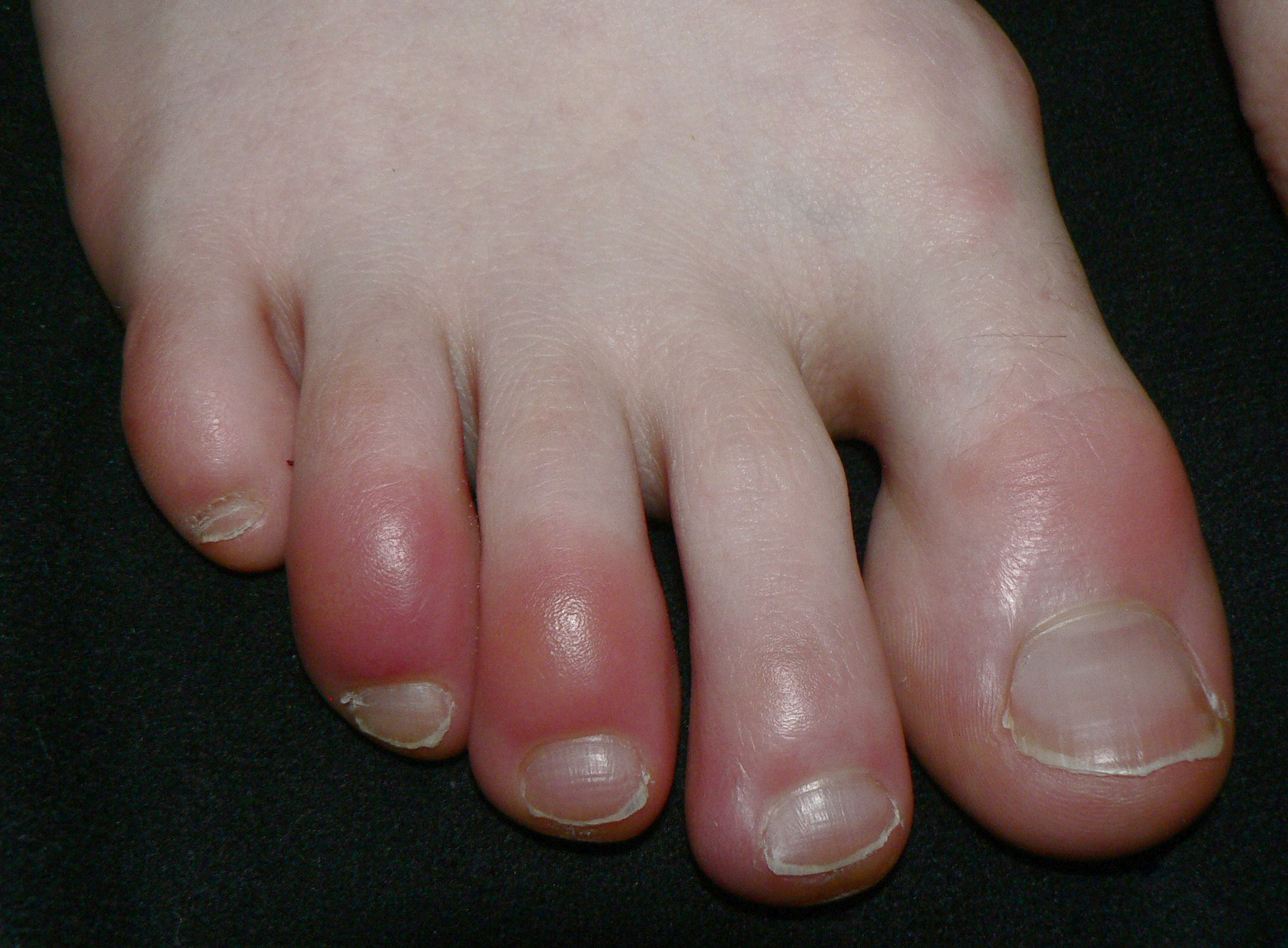
冻疮

冻疮是身体表面受到低温伤害后局部血液循环发生障碍而产生的病变。
一般由于天气寒冷引起的局限性炎症损害，为冬天的常见疾病，不具传染性。
通常出现在肢体的末梢和暴露的部位，如手、足、鼻尖、耳边、耳垂和面颊部等部位。表现为局限淤血性紫红色水肿性斑块，按压之色褪，去压后缓慢恢复红色。皮肤出现局限性瘙痒、水肿、红斑，严重可能出现水泡、糜烂和溃疡。冻疮一旦出现，要等天气转暖后才会逐渐愈合。
中医上认为多因身体虚弱，外感寒邪，则经络受阻、气血凝滞而成。初起皮肤呈苍白漫肿、麻木冷感，解冻复温后呈青紫色，斑块、水泡、肿胀等，并伴有灼痛、瘙痒。重度冻疮愈合后将有瘢痕形成。
轻者宜散寒通络，重者应温经散寒，调补气血。用生姜或红灵酒频擦，注意保暖；重者用药膏涂敷。